# Euchomenella
Genre
Euchomenella est un genre d'insectes de la famille des Deroplatyidae (ordre  des Mantodea).

## Répartition
Les espèces de ce genre se rencontre en Asie et plus particulièrement en Asie du Sud-Est où elles peuvent être observées au Vietnam, en Thaïlande, en Malaisie, à Singapour, au Brunei, en Indonésie et aux Philippines.

## Description
Ce genre regroupe des mantes en forme de bâtonnet avec la longueur de la métazone au moins 3,6 fois plus longue que la prozone. 

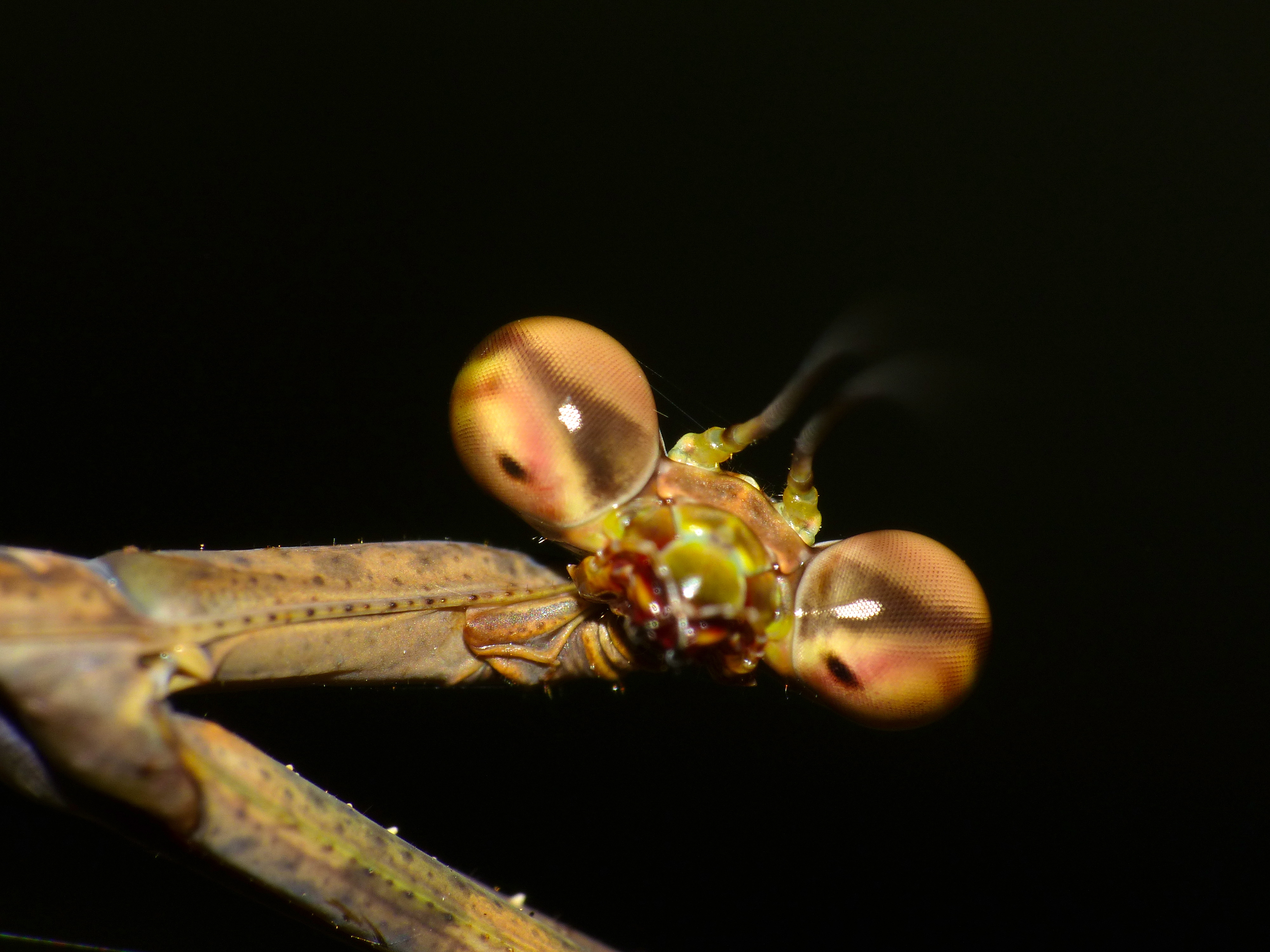
Euchomenella heteroptera

La tête est triangulaire et très mobile avec des yeux composés exophtalmiques élargis.
Les coxae antérieures et les fémurs sont fortement allongés tandis que les tibias sont proportionnellement courts et se terminent dans la région distale des fémurs antérieures, paraissant ainsi courts par rapport à la longueur totale de la patte. Les lobes apicaux internes du coxa antérieur sont adjacents. La seconde épine discoïdale du fémur antérieur est plus longue que la première. Le tibia antérieur présente sept épines externes et très rarement huit. 
Les cerques sont simples. 
La femelle est nettement plus grande que le mâle, avec des ailes antérieures et postérieures fortement raccourcies. Le rapport de la longueur de l'aile antérieure à la longueur du pronotum vaut de 1,10 à 1,38 pour les mâles et de 0,22 à 0,28 pour les femelles. 

## Liste des espèces
Ce genre comporte neuf espèces :
- Euchomenella adwinae Vermeersch, 2018[2] - Vietnam
- Euchomenella apicalis Werner, 1922 - Indonésie
- Euchomenella heteroptera (de Haan, 1842) - Malaisie, Indonésie, Philippines, Singapour
- Euchomenella kasetsart Unnahachote, Samung & Jaitrong, 2020[3] - Thaïlande
- Euchomenella macrops (Saussure, 1870) - Vietnam, Thaïlande
- Euchomenella matilei Roy, 2001[1] - Malaisie, Brunei
- Euchomenella moluccarum (Saussure, 1872) - Indonésie, Malaisie
- Euchomenella thoracica (de Haan, 1842) - Indonésie
- Euchomenella udovichenkoi Shcherbakov, 2012[5] - Malaisie

## Systématique
Le genre Euchomenella a été nommé et décrit en 1916 par l'entomologiste italien Ermanno Giglio-Tos (1865–1926) avec pour espèce type Mantis heteroptera (Euchomenella heteroptera (de Haan, 1842)),.

### Publication originale
- (it) Ermanno Giglio-Tos, « Mantidi esotici. Generi e specie nuove », Bullettino della Società entomologica italiana, Italie, vol. 47,‎ 1916, p. 3-44 (ISSN 1126-277X, lire en ligne, consulté le 28 mars 2025).